# كهوف أوغبونيكي

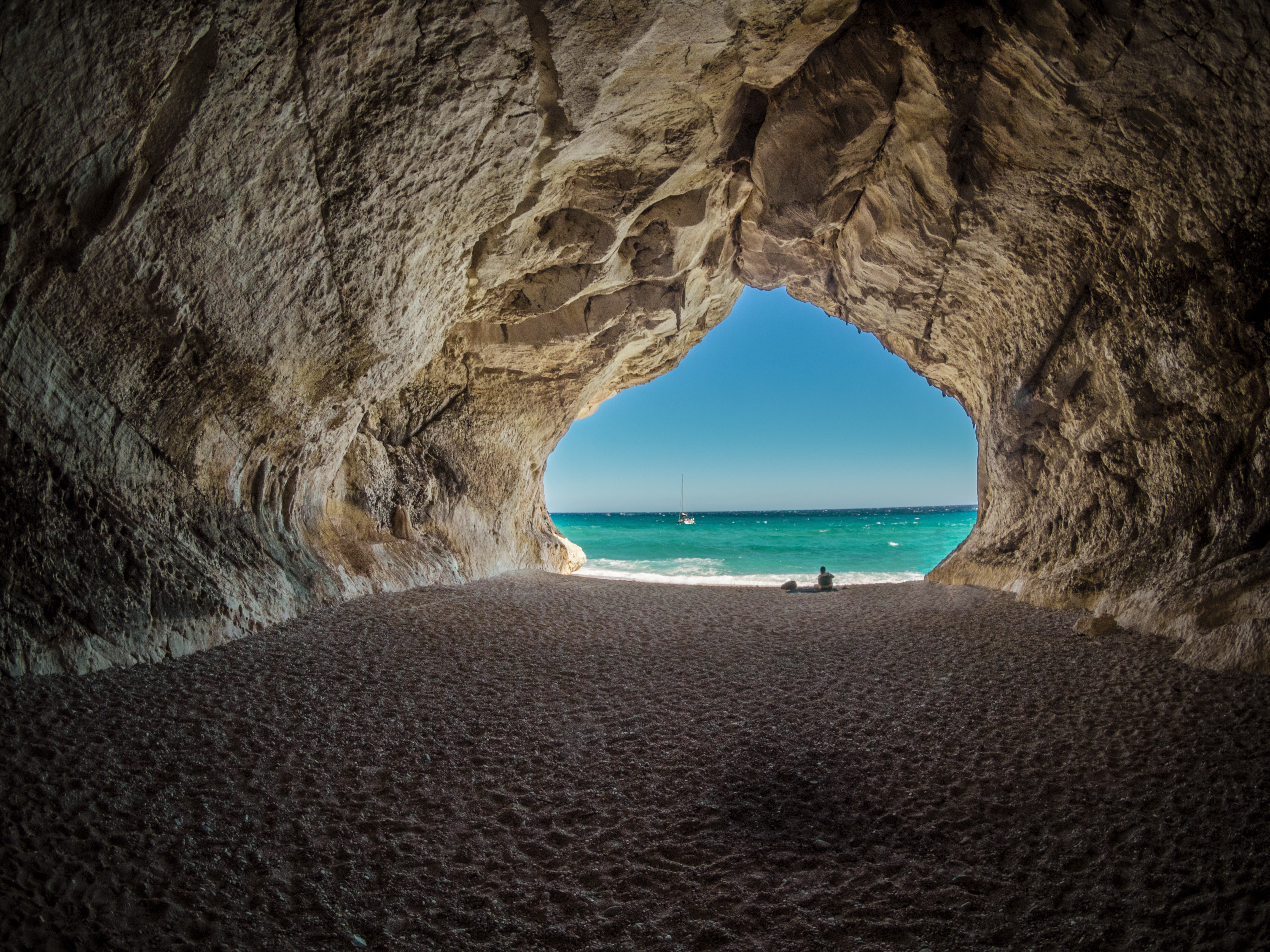
مشهد أمامي للكهف

كهوف أوغبونيكي تقع في أوغبونيكي، ولاية أنمبرة، جنوب شرق نيجيريا.

## وصلات خارجية
- Ogbunike Caves - UNESCO World Heritage Centre Retrieved 2009-03-03.